# Journal of Fractal Geometry
Journal of Fractal Geometry est une revue scientifique mathématique trimestrielle, publiée par la Société mathématique européenne, oar le truchement de sa maison d'édition EMS Press. Comme d'usage, les articles proposés sont évalués par les pairs.

## Description
Le Journal of Fractal Geometry est consacré à la publication de contributions à la géométrie fractale et aux sujets connexes, ou aux mathématiques dans des domaines où les propriétés fractales jouent un rôle important. Ces sujets incluent :
- L'Autosimilarité (au sens large), les systèmes de fonctions itérées.
- Analyse et équations aux dérivées partielles sur des domaines fractals et des domaines avec des frontières fractales
- Multifractalité
- Analyse harmonique, y compris la théorie des ondelettes
- Géométrie spectrale et fractale, problèmes directs et inverses, spectres fractals
- Systèmes dynamiques, y compris la dynamique complexe et la dynamique symbolique
- théorie des probabilités et les processus stochastiques, y compris la théorie de l'ELS et de la percolation
- Théorie des nombres et géométrie fractale, y compris les fonctions zêta et l'approximation diophantienne
- Théorie des mesures géométriques et théorie du potentiel
- Espaces de mesure métriques, y compris le calcul différentiel non lisse
- Théorie des graphes et autres aspects des mathématiques discrètes, graphes métriques et quantiques
- Algèbres d'opérateurs et géométrie fractale non commutative
- Groupes autosimilaires et automates finis, quasicristaux, analyse non archimédienne
- Ensembles limites des groupes fuchsiens et kleiniens, emballages apolliniens
- Mathématiques expérimentales et approximations numériques
- Applications à la physique, à l'informatique, aux sciences de la vie, à la géophysique, à l'économie/la finance et à d'autres sciences.

## Résumés et indexation
Le journal est indexé par les Mathematical Reviews, Current Mathematical Publications (CMP), MathSciNet, et par Zentralblatt MATH. Son facteur d'impact est 0.48 en 2021.